# Julius Derschatta von Standhalt

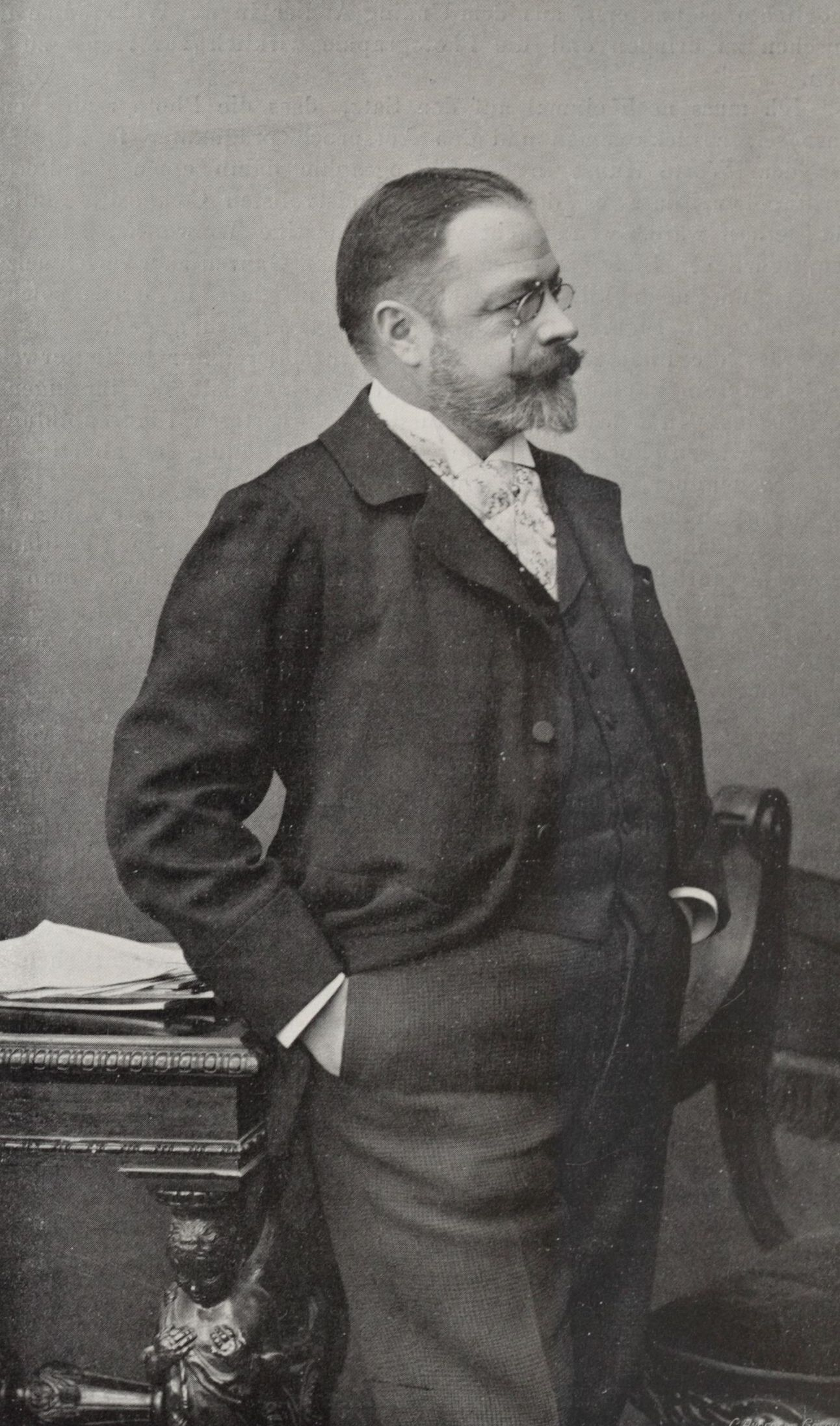
Julius von Derschatta-Standhalt, um 1902

Eisenbahnminister 1906 bis 1908

Julius Derschatta Edler von Standhalt (* 12. September 1852 in Zara, Dalmatien, Kaisertum Österreich; † 3. Februar 1924 in Wien) war ein österreichischer Rechtsanwalt und Politiker. 

## Werdegang
Derschatta von Standhalt kam als Sohn eines Feldmarschallleutnants zur Welt. Er studierte an der Universität Graz, wo er 1870 Mitglied der Burschenschaft Arminia wurde. Später war er als Rechtsanwalt im Herzogtum Steiermark tätig. Außerdem gehörte er dem Grazer Gemeinderat an und fungierte unter anderem im Jahr 1894 als erster Obmannstellvertreter des zum Deutschen Radfahrer-Bund gehörenden steirischen Gauverbandes.
Er war seit 1885 steirischer Abgeordneter zum Reichsrat, dem Parlament der österreichischen Reichshälfte Österreich-Ungarns, und wurde Obmann der 1896 gegründeten, deutschnationalen, freiheitlichen und antisemitischen Deutschen Volkspartei.
Von 2. Juni 1906 bis 15. November 1908 war er in der von Max Wladimir von Beck geleiteten österreichischen Regierung Eisenbahnminister. In seiner Amtszeit wurden die Bahnstrecken der Kaiser Ferdinands-Nordbahn, einer der bedeutendsten privaten Bahngesellschaften der Monarchie, verstaatlicht.
1913 scheint er als Präsident des Verwaltungsrates der k.k. priv. Graz-Köflacher Eisenbahn- und Bergbau-Gesellschaft auf.